# Marius Borgeaud
Pour les articles homonymes, voir Borgeaud.
Marius Borgeaud, né à Lausanne le 21 septembre 1861, et mort à Paris le 16 juillet 1924, est un peintre suisse.

## Biographie

### Jeunes années
Les années de formation de Marius Borgeaud, issu d’un milieu bourgeois vaudois, se déroulent à l’école industrielle de Lausanne et ne le destinent guère aux beaux-arts, même si le hasard veut que le futur galeriste lausannois Paul Vallotton fasse partie de ses camarades d’école. En 1888, il commence à travailler dans une banque de Marseille et y demeure jusqu’à la mort de son père l’année d’après. Ce dernier lui laisse un important héritage, que Borgeaud dilapide durant la décennie suivante en menant grande vie, à Paris notamment. Une existence dissolue menace sa santé et le contraint à une cure de désintoxication au bord du lac de Constance vers 1900. Il est mis sous tutelle. Lorsque, peu de temps après, il retourne s’installer à Paris, c’est pour se consacrer à la peinture et tenter d’en vivre.

### Paris
L’arrivée à Paris pour un Vaudois aspirant à devenir peintre au tournant du XXe siècle n’est pas tout à fait un plongeon dans l’inconnu. La colonie artistique suisse y était nombreuse et certains de ses membres célèbres : Félix Vallotton, Théophile Alexandre Steinlen, Eugène Grasset, Ernest Biéler ou René Auberjonois. Ces personnages se connaissent et s’entraident. Le premier, Vallotton, fait ouvrir en 1917 à Marius Borgeaud les portes de la célèbre galerie Druet. Bien intégré parmi eux, Borgeaud adhère en 1906 à la section parisienne de la Société des peintres et architectes suisses.

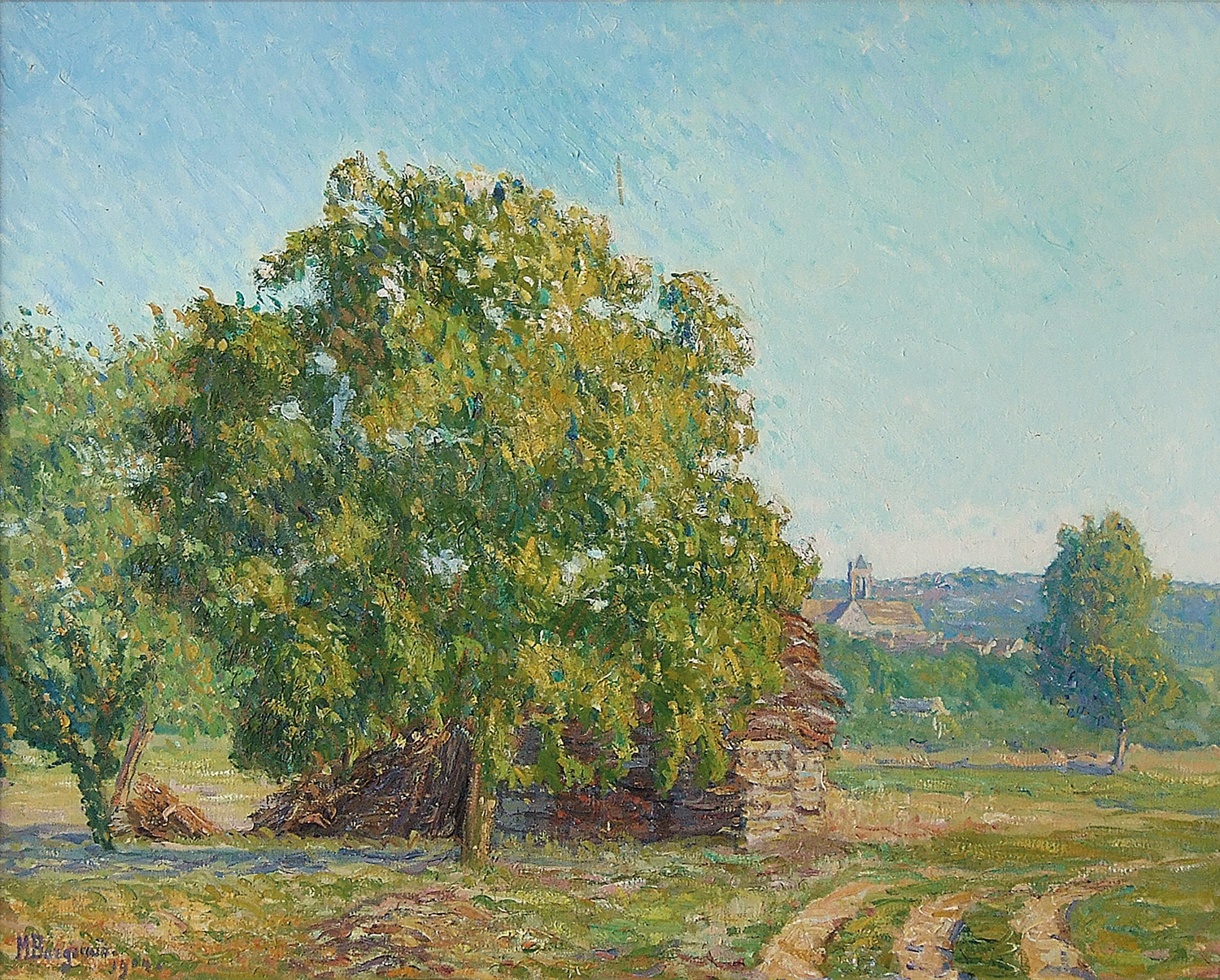
Paysage au bouquet d'arbres (1904).

Son apprentissage, entre 1901 et 1903, s’effectue auprès des artistes Fernand Cormon et Ferdinand Humbert qui possèdent chacun une académie réputée. Les travaux de cette époque sont pour la plupart perdus et on ne connaît aucune toile d’avant 1904.
Arrivé tard dans le métier, à l’âge de quarante ans, il fréquente surtout des artistes qui sont plus jeunes que lui d’une génération. Certains d’entre eux deviendront ses amis tels que Francis Picabia, Paul de Castro (1882-1940), Maurice Asselin (1882-1947) et surtout Édouard Morerod (1879-1919). Durant plusieurs étés, dès 1904 ou 1905, il peint avec Picabia à Moret-sur-Loing (Seine-et-Marne) en compagnie des frères Ludovic Rodo Pissarro et Georges Manzana-Pissarro. Les œuvres de cette période – dans ce lieu qu’ont représenté avant lui Alfred Sisley ou Camille Pissarro, le père des deux précédents – sont fortement marquées par l’impressionnisme. De ces débuts, seule une douzaine de tableaux sont parvenus jusqu’à nous, essentiellement des paysages.

## La Bretagne
En 1908, deux événements vont marquer durablement l’œuvre de Borgeaud. Le premier est une série de peintures d’intérieurs, thème qui va revêtir chez lui une importance toute particulière et le second sa découverte de la Bretagne. Cette région a attiré régulièrement, depuis le XIXe siècle, des artistes actifs à Paris : la tradition d’y être bien accueilli et à moindre coût, une géographie pittoresque, des conditions climatiques variables, assorties d’une luminosité exemplaire. La population présentait en outre une originalité préservée et typique.

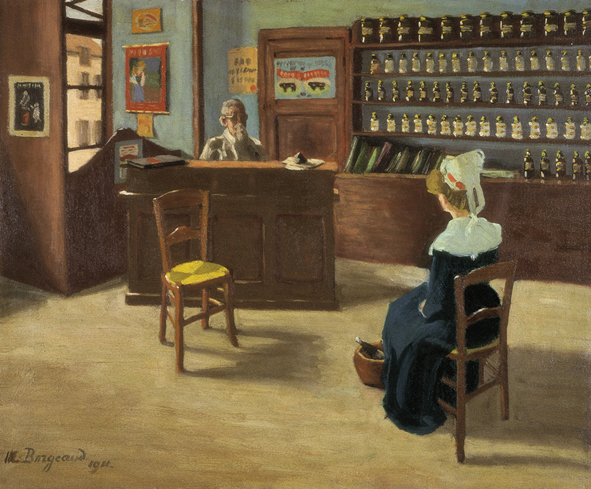
La Consultation (1911).

Après de brèves étapes à Pont-Aven et Locquirec en 1908, Borgeaud s’installe dès 1909 à Rochefort-en-Terre dans le Morbihan. Il gardera toujours un pied-à-terre à Paris, tout en passant une grande partie de l’année en Bretagne. C’est dans cette localité que naissent deux de ses séries les plus connues, effectuées pour l’une dans la mairie et pour l’autre dans la pharmacie du coin, et qui lui valent un grand succès au Salon des indépendants à Paris. Elles lancent pour ainsi dire sa carrière.
Borgeaud rencontre à Rochefort-en-Terre Madeleine Gascoin, née en 1889, qu’il épouse en 1923.
Entre-temps, il s’installe dans un autre village de Bretagne, Le Faouët, lui aussi connu pour sa colonie de peintres. Parmi ces rassemblements d’artistes en un même lieu, Marius Borgeaud se distingue toujours par ses motifs. Il ne cherche guère le pittoresque du lieu et ne peint pratiquement jamais ses bâtiments et monuments caractéristiques. Il préfère les endroits anonymes comme la gare et peint toujours davantage des intérieurs privés, tout en gardant une affection particulière pour les scènes d’auberge. La peinture que Marius Borgeaud produit au Faouët durant les trois années qu’il y passe, entre début 1920 et fin 1922, est considérée comme l’apogée de son œuvre. Marius Borgeaud s’installe l’année suivante à Audierne qui marque la dernière étape de ce parcours breton. Des ennuis de santé le surprennent là-bas en 1924. Il rentre à Paris où il meurt dans son appartement au no 43 de la rue Lamarck, le 16 juillet.
Les traits de Marius Borgeaud nous restent fixés par des portraits signés de Maurice Asselin (cet autre habitué de la Bretagne qui fut également son voisin de la rue Lamarck), Édouard Morerod et Francis Picabia.

## Œuvre
Georges Peillex propose sur l’œuvre de Borgeaud l’analyse suivante :

« Le luminisme, sans aucun doute, est à la base de son esthétique. L’artiste est acquis à l’importance fondamentale de la lumière depuis longtemps et c’est en fonction d’elle que tout d’abord il s’intéresse à l’analyse de la couleur à la façon des impressionnistes, mais par la suite, lorsqu’il trouve sa propre manière d’interpréter le rôle des éclairages, il prendra le contre-pied de la technique d’un Pissarro. Il substitue à la lumière diffuse qui éclairait tout le tableau, un rayon de lumière projeté dans une certaine direction qui se glisse en larges surfaces et crée par opposition à lui-même des ombres opaques. Il atteint alors progressivement à de forts contrastes en même temps qu’il nettoie son tableau de tous les détails qui ne sont pas absolument indispensables. 
[…]
Les différentes intensités d’éclairage qui inspirent sa palette créent les plans successifs et commandent l’organisation de son tableau. Elles imposent aussi la pureté de la couleur, cette palette propre dont les effets se suffisent d’une simple confrontation de taches qui jouent entre elles et donnent au tableau une partie de son caractère. Les rouge, bleu, orange, ocre et brun alliés au noir dont il fait un grand usage, au gris et au blanc d’un large tablier, ce sont ses couleurs favorites ; elles suffisent à rendre un climat précis, la fraîcheur ambiante opposée à la chaleur estivale de l’extérieur et une certaine qualité de silence.
La simplicité de ses tableaux empruntée pour une large part à celle-là même de ses thèmes, jointe à une certaine raideur de ses personnages, a parfois incité les observateurs à classer Borgeaud parmi les naïfs. Il n’y a cependant pas plus de naïveté dans cet art-là que dans celui d’un Auberjonois ou dans les graffiti des années 40 d’un Jean Dubuffet. […] il a cherché auprès d’une humanité populaire, humble et rustique le dépaysement nécessaire à tant d’artistes, les milieux et les êtres les plus étrangers à ce qu’il était lui-même de par ses origines sociales, son éducation […]. La rusticité, la naïveté relative exprimée par ses toiles ne sont pas de son fait mais bien uniquement le trait dominant d’un milieu social : tel qu’il a voulu le faire comprendre, et à tout bien considérer, que l’on ait pu confondre l’homme et son œuvre dit mieux que tous les éloges à quelle exactitude d’expression l’artiste était parvenu. Il était difficile de faire plus vrai. »

— Georges Peillex, Marius Borgeaud, Éditions Pierre Cailler, Genève, 1962, p. 20-23.

## Principales expositions

### Expositions de son vivant
- Au Salon des indépendants, chaque année entre 1905 et 1912 ;
- Au Salon d’automne en 1904, puis chaque année entre 1908 et 1913, et chaque année entre 1919 et 1923 ;
- 1917 et 1918 : galerie Eugène Blot à Paris ;
- 1919, 1920 et 1922 : galerie Druet à Paris.

### Expositions récentes
- 1956 : Marius Borgeaud, Berne, Kunsthalle ;
- 1962 : Marius Borgeaud, Lausanne, musée cantonal des beaux-arts ;
- 1981 : Marius Borgeaud, Pully, musée ;
- 1994 : Marius Borgeaud, Le Faouët, musée ;
- 1999 : Marius Borgeaud, Winterthour, musée des beaux-arts ;
- 2001 : Marius Borgeaud, Martigny, Fondation Pierre Gianadda ;
- 2010 : Marius Borgeaud, Lausanne, Salon des antiquaires ;
- 2015 : Marius Borgeaud, Lausanne, Fondation de l'Hermitage.

## Hommages
Plusieurs villes de Bretagne ont donné son nom à une rue, on peut citer notamment Audierne, Le Faouët, Locquirec, Nantes, Quimperlé, Rochefort-en-Terre.

## Galerie

Œuvres de Marius Borgeaud
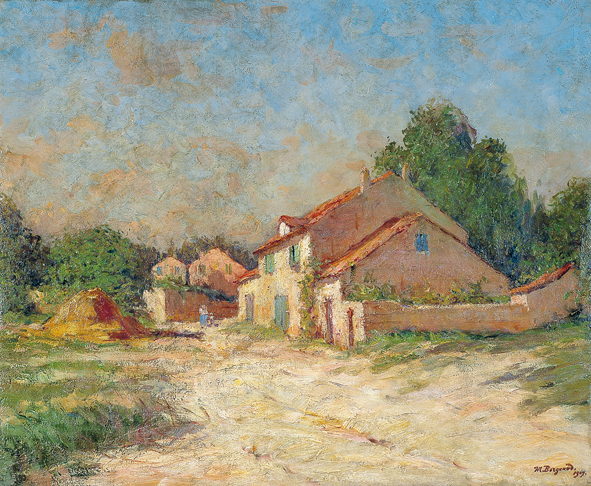
Vieilles maisons, effet de soleil (1907).
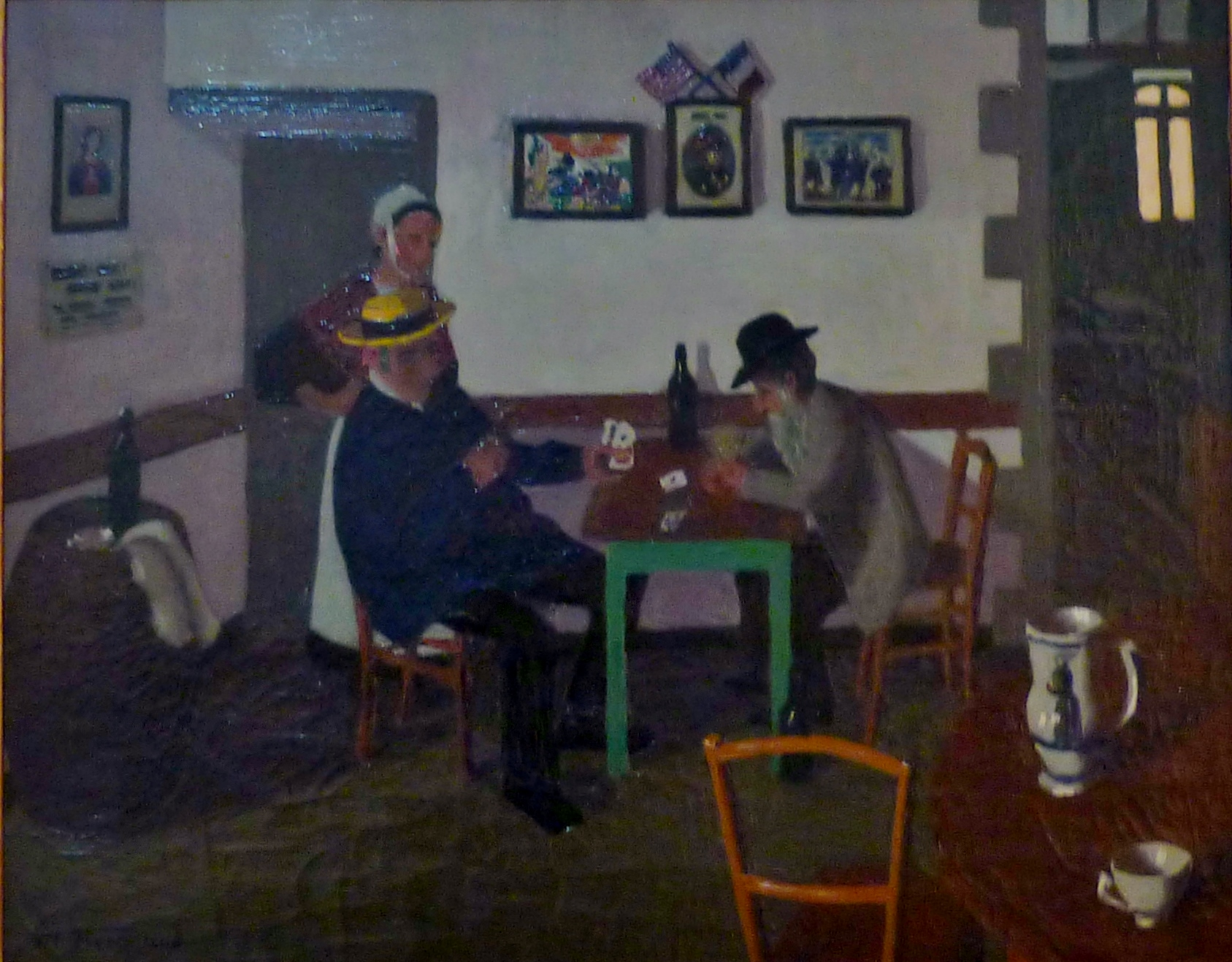
Les Joueurs de cartes (1917).
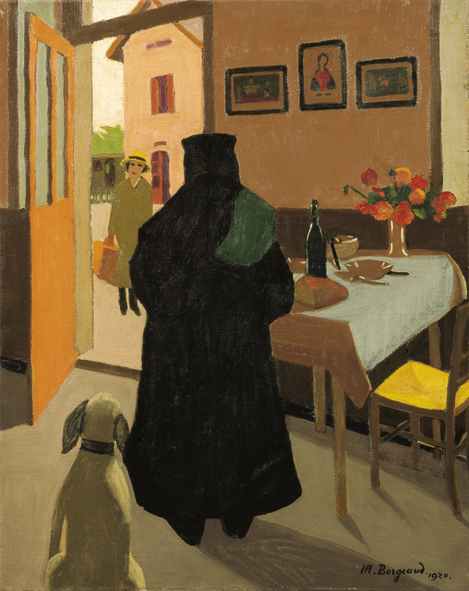
L’Arrivée (1920).
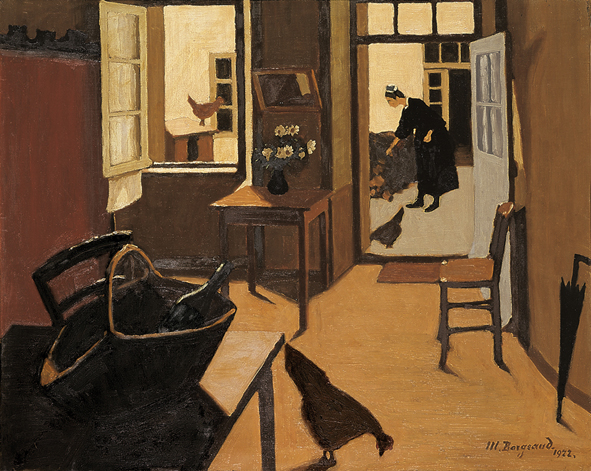
La Bretonne et ses poules (1922).
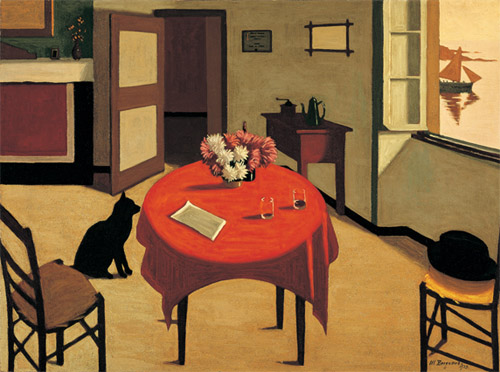
Intérieur aux deux verres (1923).
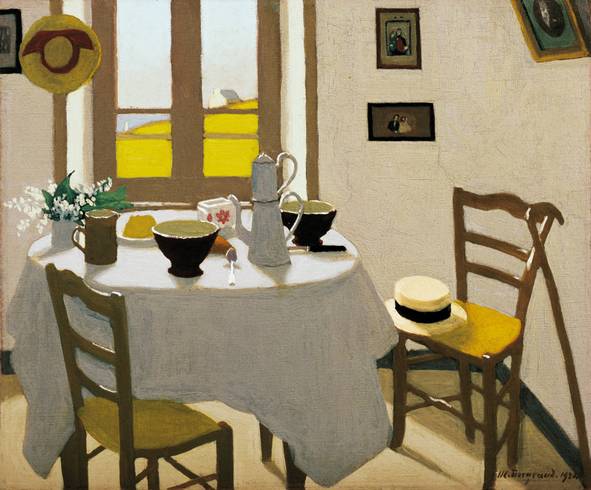
La Chambre blanche (1924).

### Sources et bibliographie
- « Marius Borgeaud », sur la base de données des personnalités vaudoises sur la plateforme « Patrinum » de la Bibliothèque cantonale et universitaire de Lausanne.
- « Marius Borgeaud », sur SIKART Dictionnaire sur l'art en Suisse.
- « Marius Borgeaud » dans le Dictionnaire historique de la Suisse en ligne.
- Georges Peillex, Marius Borgeaud, Éditions Pierre Cailler, Genève, 1962, 127 p.
- Jacques Dominique Rouiller (Éd.), Marius Borgeaud, Poète de la lumière et magicien de la couleur, Éditions du Verseau, Lausanne, 1993, 207 p.
- Bernard Wyder, Marius Borgeaud, L’homme, l'œuvre 1861-1924, Catalogue raisonné, La Bibliothèque des Arts, Lausanne, 1999, 289 p.
- Œuvres commentées sur le site du musée cantonal des beaux-arts de Lausanne (en ligne)
- À cela s’ajoutent les catalogues des expositions de 1956 (Berne, Kunsthalle), 1962 (musée cantonal des beaux-arts de Lausanne), 1981 (musée de Pully), 1994 (musée du Faouët), 1999 (Winterthour, Kunstmuseum), 2001 (Martigny, Fondation Pierre Gianadda), 2010 (Lausanne, Salon des antiquaires).
- Emmanuel Salmon-Legagneur (dir.) et al. (préf. Yvon Bourges, anc. ministre, prés. du conseil régional de Bretagne), Les noms qui ont fait l'histoire de Bretagne : 1 000 noms pour les rues de Bretagne, Spézet, Coop Breizh et Institut culturel de Bretagne, 1997, 446 p. (ISBN 978-2-84346-032-6), p. 54Notice de Denise Delouche.

### Filmographie
- Stéphane Riethauser et Marie-Catherine Theiler, Le temps suspendu, sur les traces de Marius Borgeaud, 2007, 62 min, français, sous-titrage allemand et anglais. Suisse, produit par l'Association des Amis de Marius Borgeaud et Lambda prod.